# Cívka

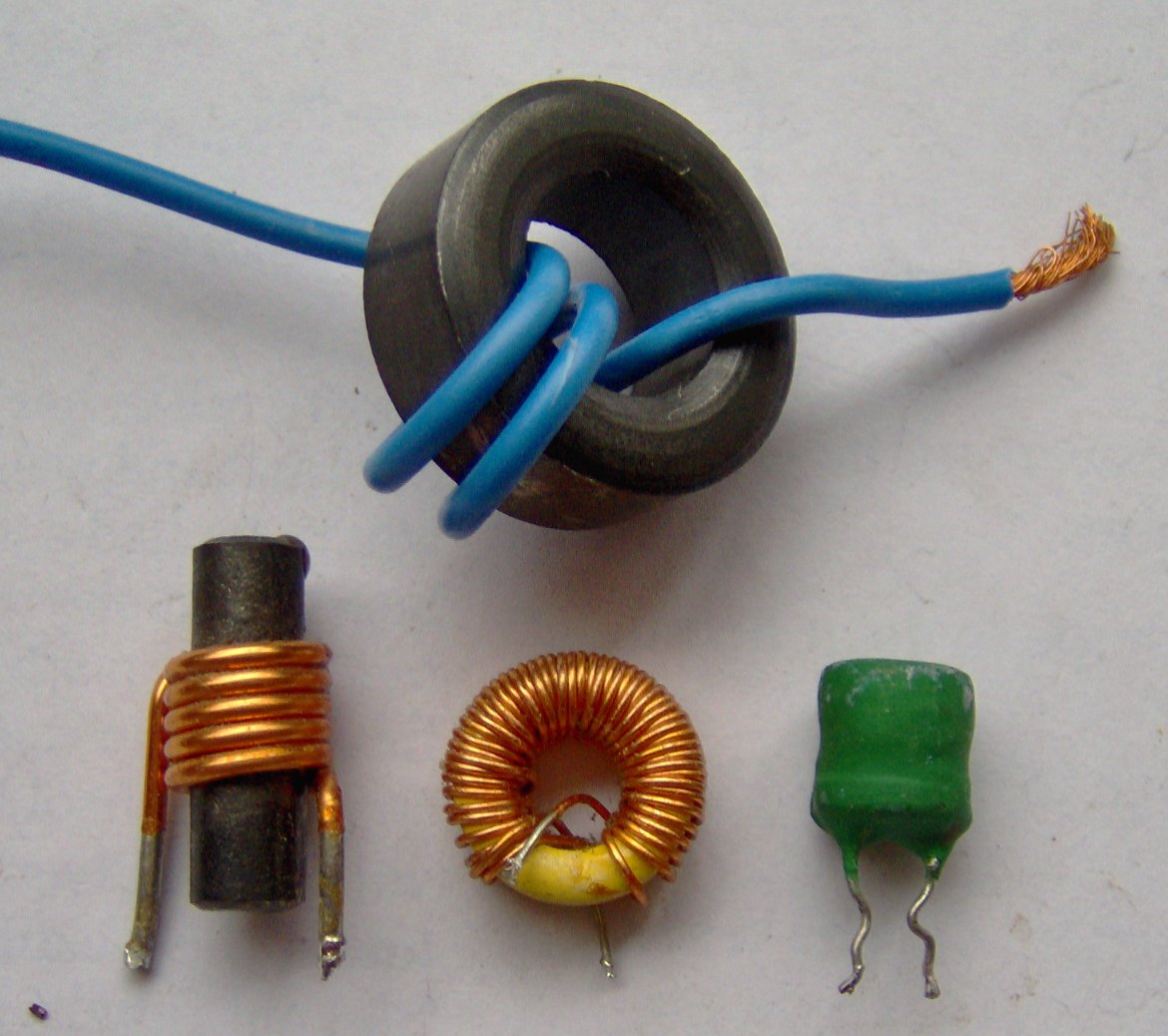
Různé druhy cívek

Cívka je elektrotechnická součástka používaná v elektrických obvodech:
- k vytvoření magnetického pole elektrického proudu, které se dále využívá k působení magnetickou silou – cívka (s jádrem) slouží jako elektromagnet,
- k indukci elektrického proudu proměnným magnetickým polem – cívka slouží jako induktor (nositel indukčnosti).

## Stavba cívky
Cívka se skládá z vodiče navinutého na izolační nosnou kostru. Vinutí může být jednovrstvé nebo vícevrstvé. V případě vícevrstvých vysokofrekvenčních cívek je třeba použít tzv. křížové vinutí, aby se omezila vlastní elektrická kapacita cívky. Navinutý vodič může být i samonosný – bez kostry.
Vodič v cívce má mít co nejmenší rezistivitu, aby v cívce nedocházelo k velkým tepelným ztrátám. Nejčastěji používaným materiálem je měď.
Ke zvětšení magnetických vlastností se dovnitř cívky vkládá jádro z magneticky měkké oceli, tzn. z feromagnetické látky s malou remanentní magnetizací. K omezení vzniku vířivých proudů v jádře se jádro skládá z několika vrstev oddělených izolantem nebo z jemných železných částeček spojených izolační hmotou (tzv. železné jádro).

## Druhy cívek
Podle rozměrů a tvaru lze rozlišit obyčejnou cívku, solenoid – velmi dlouhá cívka, toroid – cívka stočená do kruhu.
Cívky lze rozdělit podle frekvence střídavého proudu, pro kterou je určena – nízkofrekvenční cívky a vysokofrekvenční cívky.

## Parametry cívky
- Počet závitů
- Geometrické vlastnosti (počet závitů na jednotku délky, délka, obsah průřezu)
- Indukčnost – vyjadřuje velikost magnetického indukčního toku při jednotkovém elektrickém proudu
- Maximální zatížení – největší možný výkon elektrického proudu nepoškozující cívku
- Maximální proud – největší proud, který může procházet cívkou
- Činitel jakosti Q

## Cívka v elektrickém obvodu

### Cívka ve stejnosměrném obvodu
V obvodu stálého stejnosměrného proudu se cívka projevuje pouze svým elektrickým odporem.
Kolem cívky se průchodem stejnosměrného proudu vytváří stálé magnetické pole. Magnetický indukční tok závisí přímo úměrně na indukčnosti cívky a velikosti proudu. Indukčnost cívky a tím i magnetické pole je možno zesílit vložením jádra – magnetického obvodu do cívky.

### Cívka ve střídavém obvodu
V obvodu střídavého proudu vzniká kolem cívky proměnné magnetické pole, které v cívce indukuje napětí. Indukované napětí působí vždy proti změnám, které je vyvolaly (Lenzův zákon), což má za následek vznik impedance, u cívky nazývané induktance, tj. odpor cívky proti průchodu střídavého proudu. Induktance závisí přímo úměrně na indukčnosti cívky a frekvenci střídavého proudu.
Cívka rovněž způsobuje fázový posuv střídavého proudu oproti střídavému napětí o π/2 neboli 1/4 periody.
Proměnného magnetického pole kolem cívky se využívá také v transformátorech při transformaci střídavého elektrického proudu a napětí mezi dvěma obvody. Způsob a velikost transformace ovlivňuje poměr počtu závitů sekundární a primární cívky transformátoru,
celková energie transformace je však také výrazně limitována celkovou velikostí a kvalitou magnetického obvodu transformátoru.

### Cívka v kmitavém obvodu
Důležitou úlohu hraje cívka u elektromagnetického kmitání (rezonance). To vzniká v obvodu s kondenzátorem a cívkou (LC obvody), kde se periodicky opakuje přeměna elektrické energie na magnetickou a opačně. Frekvence elektromagnetického kmitání závisí mj. také na indukčnosti cívky.

### Spojování cívek
Při sériovém zapojení cívek se zvětšuje celková indukčnost:
{\displaystyle L=L_{1}+L_{2}+...}, (za předpokladu, že se cívky vzájemně nevážou, tedy nemají společný tok).
Indukčnost dvou sériově řazených cívek se vzájemnou indukčností M = L1,2 = L2,1:
{\displaystyle L=L_{1}+L_{2}\pm 2M} (znaménko volit podle polarity vzájemné vazby).
Při paralelním zapojení se celková indukčnost zmenšuje:
{\displaystyle {\frac {1}{L}}={\frac {1}{L_{1}}}+{\frac {1}{L_{2}}}+...}

### Napětí na cívce
Závislost napětí na cívce na proudu, který jí prochází lze vyjádřit diferenciální rovnicí:
{\displaystyle u_{L}=L{\frac {\mathrm {d} i_{L}}{\mathrm {d} t}}}

## Použití cívky
Cívku lze používat jako samostatnou součástku (elektromagnet, tlumivka) nebo jako součást složeného elektrického zařízení (elektromagnetické relé, transformátor, reproduktor).
- Cívka jako elektromagnet – využívá se magnetická síla magnetického pole kolem cívky v zařízeních jako např.
  - elektromotor
  - zvonek
  - reproduktor
  - elektromagnetické relé
  - elektromagnetický jeřáb
  - vychylovací cívky CRT obrazovek např. ve starých monitorech
  - magnetické hlavy v záznamových zařízeních
  - deprézské měřící přístroje (galvanometr, ampérmetr, voltmetr, ad.)

Výhodou elektromagnetu je to, že magnetické pole je dočasné, dá se snadno měnit jeho velikost, příp. směr.
- Cívka jako induktor – využívá se elektrické napětí indukované proměnným magnetickým polem kolem cívky
  - tlumivka – cívka působí proti prudkým změnám v elektrickém obvodu (např. zapnutí/vypnutí obvodu, elektrický výboj, ap.). Změny v elektrickém obvodu vyvolávají změnu magnetického pole kolem cívky a následně se v cívce indukuje elektromotorické napětí působící vždy proti změnám, které je vyvolaly.
  - transformátor – obsahuje dvě nebo více cívek na společném jádře. Změnou elektrického proudu (střídavým proudem) v jedné cívce se indukuje elektrický proud v druhé cívce, dochází k transformaci proudu a napětí.
  - čtecí, mazací a zapisovací hlavičky v pevných discích a páskových mechanikách
  - v elektromagnetických oscilačních obvodech – cívka a kondenzátor jsou nezbytné součástky pro vznik elektromagnetických kmitů v obvodu (rezonanční LC obvody).